# Shenyang J-31
Shenyang J-31 – prototypowy chiński myśliwiec piątej generacji wykonany w technologii stealth.

## Historia
Pierwsze doniesienia o charakterze spekulacji o nowym samolocie myśliwskim projektowanym w wytwórni Shenyang Aircraft Corporation (SAC), a dokładnie w Instytucie nr 601 (601 Aircraft Design Institute), pojawiły się na początku XXI wieku. Według niepotwierdzonych źródeł miała być to jedna z rozpatrywanych konfiguracji maszyny oznaczonej jako J-13. Wraz z upublicznieniem przez Chiny istnienia samolotu Chengdu J-20 niektóre ze źródeł sugerowały, iż prace konstrukcyjne prowadzone w SAC dotyczą myśliwca konkurencyjnego względem J-20. We wrześniu 2011 roku Chińczycy oficjalnie zaprezentowali model samolotu oznaczonego jako F-60, nad którym prace prowadziła wytwórnia SAC. Większość źródeł zajmujących się tematyką lotniczą Państwa Środka uznała zaprezentowany model jako mistyfikację. 16 września 2012 roku upubliczniono zdjęcie samolotu z numerem burtowym 31001 holowanego po płycie lotniska w Shenyang. Również tym razem widoczny na fotografii samolot większość analityków potraktowała jako mistyfikację lub naturalnej wielkości, niezdatną do lotu makietą. Tezę tą wzmacniał fakt, iż dzień później, 17 września do Chin przylatywał amerykański polityk Leon Panetta. Prezentacja nowego samolotu myśliwskiego miała w zamierzeniu chińskich decydentów wywołać odpowiedni efekt propagandowy. Tym bardziej zaskakujące były zdjęcia ujawnione 31 października 2012 roku, na których widać J-31 lecący w eskorcie samolotu Shenyang J-11BS (lub dwóch tego typu maszyn). Według niepotwierdzonych źródeł samolot o numerze burtowym 31001, odbywał swój dziewiczy lot. Za sterami maszyny siedział Li Guo'en, a sam lot trwał około 10 minut. Późniejsze, oficjalne doniesienia potwierdziły fakt dokonania oblotu pierwszego prototypu J-31, takie, chińskie oznaczenie wojskowe otrzymała nowa konstrukcja. Wcześniej, w niektórych publikacjach pojawiała się również nazwa J-21. Samolot ukończono 21 czerwca 2012 roku po czym rozpoczęto próby naziemne, zakończone oblataniem samolotu. Do kolejnego lotu, 31001 wzbił się 25 stycznia 2013 roku. Drugi ukończony prototyp, egzemplarz numer 31002, posłużył do prób statycznych. Próby wytrzymałościowe prowadzono na nim od czerwca 2012 roku w należącym do Aviation Industry Corporation of China ośrodku w Xi’an. 23 grudnia 2016 roku (16 grudnia) po raz pierwszy w powietrze wzbił się drugi latający prototyp FC-31, bo takie oznaczenie eksportowe otrzymał samolot, o numerze 31003. Według chińskich źródeł maszyna jest w pełni porównywalna do amerykańskich rozwiązań zastosowanych w samolotach F-35. Na drugim, latającym prototypie zainstalowano elementy wyposażenia i awioniki mające znaleźć się w docelowej, seryjnej wersji. Były to między innymi radiolokator Typ 1475 z anteną typu AESA oraz układem rozproszonych czujników optoelektronicznych. Seryjne samoloty mają być wyposażone w znajdujący się przed kabiną pilota optoelektroniczny system poszukiwania i śledzenia celów powietrznych w podczerwieni EORD-31. Ma być on, według słów producenta, przy zasięgu 185 km, zdolny do wykrycia samolotu F-22A z odległości 110 km a bombowca Northrop B-2 Spirit z odległości 150 km. Program badań i rozwoju J-31 finansowany jest ze źródeł własnych producenta i współpracujących z nim instytucji i przedsiębiorstw co niestety przekłada się na nie najszybsze tempo całości prac. W dalszej przyszłości realizowana będzie wersja myśliwsko-bombowa samolotu oznaczona jako FBC-31. Próby zakładowe samolotu powinny zakończyć się w 2019 roku. Wstępne prognozy szacują uzyskanie wstępnej gotowości operacyjnej na rok 2022 a pełnej w 2024 roku. 
Według oficjalnych źródeł, opracowywana w ramach "projektu 310" maszyna ma być tańszym w budowie i eksploatacji uzupełnieniem myśliwskich J-20. Z drugiej strony, samolot ma być również zdecydowanie tańszym odpowiednikiem (w zamyśle chińskich konstruktorów) amerykańskich samolotów F-22 lub F-35, oferowanym na zagranicznych rynkach. Co oficjalnie ujawnili przedstawiciele wytwórni na odbywającej się w 2012 roku wystawie China International Aviation & Aerospace Exhibition. Wśród ewentualnych nabywców nowej chińskiej konstrukcji wymienia się Pakistan, który mógłby być zainteresowany pozyskaniem od 30 do 40 samolotów FC-31, Iran, któremu Chińczycy zaproponowali współudział w programie budowy i rozwoju FC-31 ale z równoległym wstrzymaniem prac nad samolotem AIO F-313 Qaher oraz Wenezuela. Potencjalne wprowadzenie w przyszłości samolotu J-31 do uzbrojenia chińskiego lotnictwa, może mieć duże implikacje na arenie międzynarodowej. Pomimo braku informacji na temat wyposażenia maszyny, sama jej obecność może wpłynąć na rewizje programów zbrojeniowych sąsiadów Chin. Ostatnie zakupy Indii samolotów Dassault Rafale, Lockheed Martin F-35 Lightning II dla Japonii mogą okazać się niewystarczające dla utrzymania równowagi sił w regionie.

## Konstrukcja

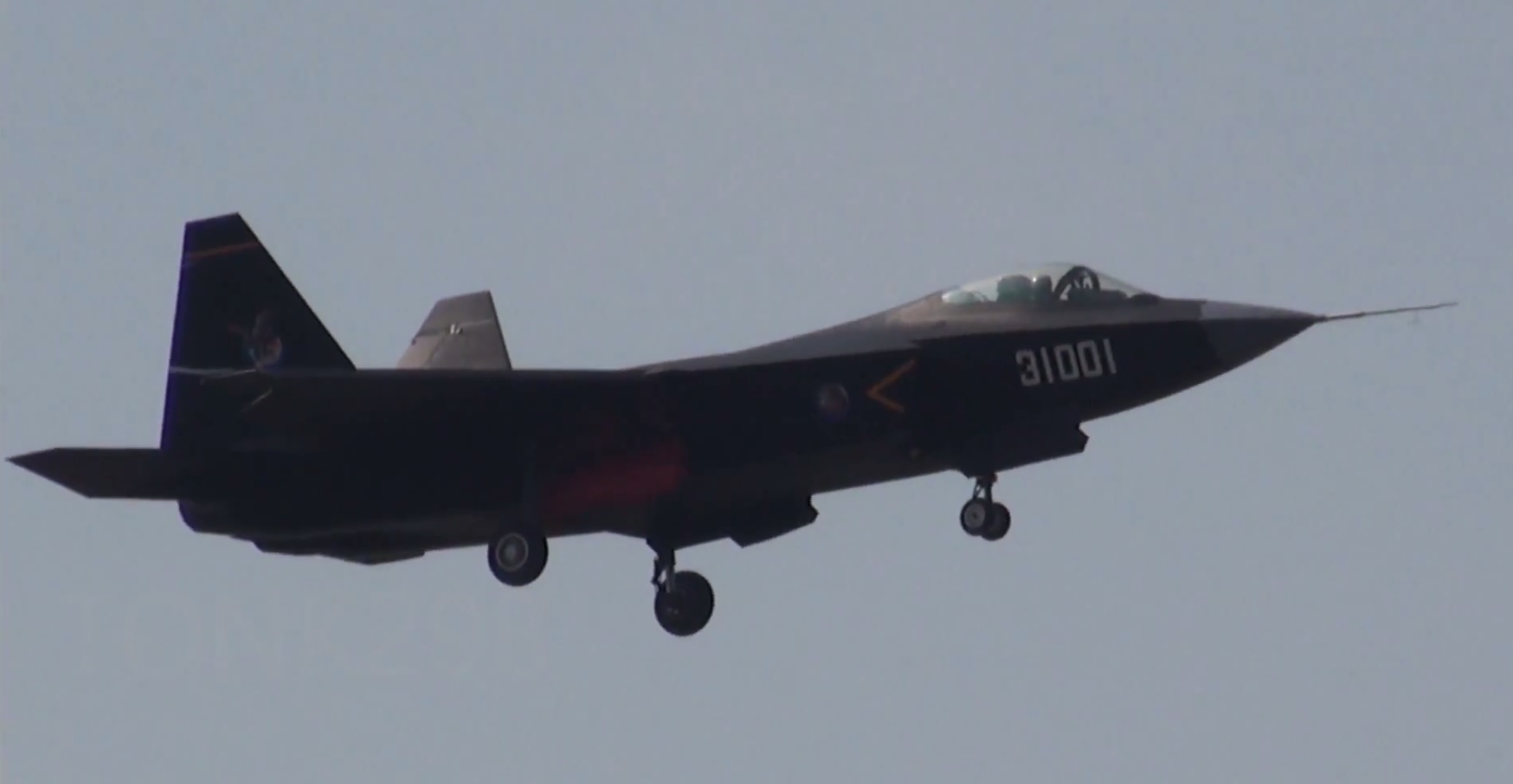
Pierwszy prototyp w locie

J-31 jest wolnonośnym górnopłatem napędzanym dwoma silnikami. Myśliwiec w sposób uderzający przypomina amerykański F-35. Jedyna różnica w wyglądzie to zastosowanie dwóch jednostek napędowych. Nie jest jasne na ile wynika to z działań wywiadowczych, koncern Lockheed Martin informował o wycieku tajnych danych na temat prowadzonych przez siebie programów, a na ile z prostego kopiowania amerykańskich rozwiązań w oparciu o jawne dane. Strategia kopiowania gotowych rozwiązań jest praktykowana w Chinach od wielu lat, do tej pory głównym źródłem pierwowzorów chińskich samolotów były maszyny i technologie rosyjskie. Zastosowanie dwóch silników może być z jednej strony wyrazem filozofii, w myśl której jest to bezpieczniejsze rozwiązanie a z drugiej, chiński przemysł budowy silników lotniczych do dziś nie zbudował jednostki napędowej, która swoimi osiągami dorównywałaby amerykańskim Pratt & Whitney F135. Na obydwu egzemplarzach prototypowych zainstalowano prawdopodobnie rosyjskie silniki RD-93 a w przyszłości prawdopodobnie rodzimej produkcji jednostki Guizhou WS-13. Silniki posiadają klasyczne dysze wylotowe, nie wykluczone, że w przyszłości samolot otrzyma dysze pozwalające kierować wektorem ciągu samolotu. Silnie rozchylone stateczniki pionowe o trapezowym kształcie zaopatrzone w ruchome stery kierunku. Stateczniki poziome ruchome w całości. Krawędź natarcia skrzydła zaopatrzona w klapy noskowe, krawędź spływu w duże, jednoczęściowe klapy. Podwozie chowane, trój zespołowe z przednim podparciem. Przednia goleń dwukołowa. Tego typu rozwiązanie konstrukcyjne może sugerować chęć przystosowania J-31 do roli samolotu pokładowego, w którym masywna goleń przednia służy do zaczepiania haka katapulty. Tym bardziej, iż Chiny intensyfikują swoje prace nad lotniskowcami. Z drugiej jednak strony, dwukołowy układ przedniej goleni podwozia zastosowano również w samolotach niemających swoich pokładowych wersji. Kadłub o trapezowym przekroju z krótszą podstawą. Jego przód posiada poziomą krawędź zmniejszającą echo radiolokacyjne maszyny. Nieregulowane wloty powietrza do silnika po obu stronach kadłuba. Trapezowe skrzydła o skosie krawędzi natarcia wynoszącym 35° i ujemnym skosie krawędzi spływu. Do wytworzenia elementów konstrukcyjnych środkowej części kadłuba i zintegrowanej z nimi struktury skrzydeł samolotu, wykorzystano komputerową technikę druku 3D sterującą obrabiarkami wycinającymi potrzebne kształty. Według słów głównego konstruktora samolotu, zastępcy dyrektora Instytutu nr 601, Wang Xiangminga, udało się dzięki tej technice zmniejszyć liczbę potrzebnych części o połowę.

## Uzbrojenie
W spodzie kadłuba, pomiędzy wlotami powietrza do silników znajduje się wewnętrzna komora uzbrojenia. Mieści ona cztery pociski rakietowe klasy powietrze-powietrze średniego zasięgu naprowadzany aktywnie PL-12 będące odpowiednikami amerykańskich AIM-120 AMRAAM. W samolotach seryjnych przewidziano również miejsce na dwie boczne komory uzbrojenia mieszczące dwa pociski małego zasięgu klasy powietrze-powietrze PL-10. Maszyna ma być wyposażona w sześć podskrzydłowych węzłów do podwieszania dodatkowego, zewnętrznego wyposażenia lub uzbrojenia. Będzie można ich użyć do przenoszenia pocisków PL-10 lub dodatkowych zbiorników paliwa. Podwieszenie dodatkowego uzbrojenia odbywa się kosztem właściwości stealth. Jest prawdopodobne, iż trwają prace nad specjalnymi zasobnikami z uzbrojeniem, przeznaczonymi do podwieszenia, wykonanymi w technologii obniżonej sygnatury radiolokacyjnej. To samo dotyczy podwieszanych, dodatkowych zbiorników paliwa. Przewidywana masa ładunku na zewnętrznych i wewnętrznych węzłach wynosi 5700 kg. Brak informacji o zamontowaniu na stałe uzbrojenia strzeleckiego. Chińskie siły zbrojne wymagają od swoich nowych samolotów myśliwskich zdolności do przenoszenia ciężkiego uzbrojenia klasy ziemia-powietrze. Według sił powietrznych, podkadłubowe komory samolotu są zbyt płytkie aby umieścić w nich, dostępne obecnie w Chinach tego typu pociski.